# Arrondissement di Tolosa
L'arrondissement di Tolosa è un arrondissement dipartimentale della Francia situato nel dipartimento dell'Alta Garonna, nella regione Occitania.

## Storia
Fu creato nel 1800 sulla base dei preesistenti distretti. Nel 1926 vi fu integrato l'arrondissement soppresso di Villefranche-de-Lauragais.

## Composizione
L'arrondissement è composto da 226 comuni raggruppati in 31 cantoni, 15 dei quali all'interno della città di Tolosa, ed elencati di seguito:
- cantone di Blagnac
- cantone di Cadours
- cantone di Caraman
- cantone di Castanet-Tolosan
- cantone di Fronton
- cantone di Grenade-sur-Garonne
- cantone di Lanta
- cantone di Léguevin
- cantone di Montastruc-la-Conseillère
- cantone di Montgiscard
- cantone di Nailloux
- cantone di Revel
- cantoni di Tolosa, da 1 a 15
- cantone di Tournefeuille
- cantone di Verfeil
- cantone di Villefranche-de-Lauragais
- cantone di Villemur-sur-Tarn